# Líparo

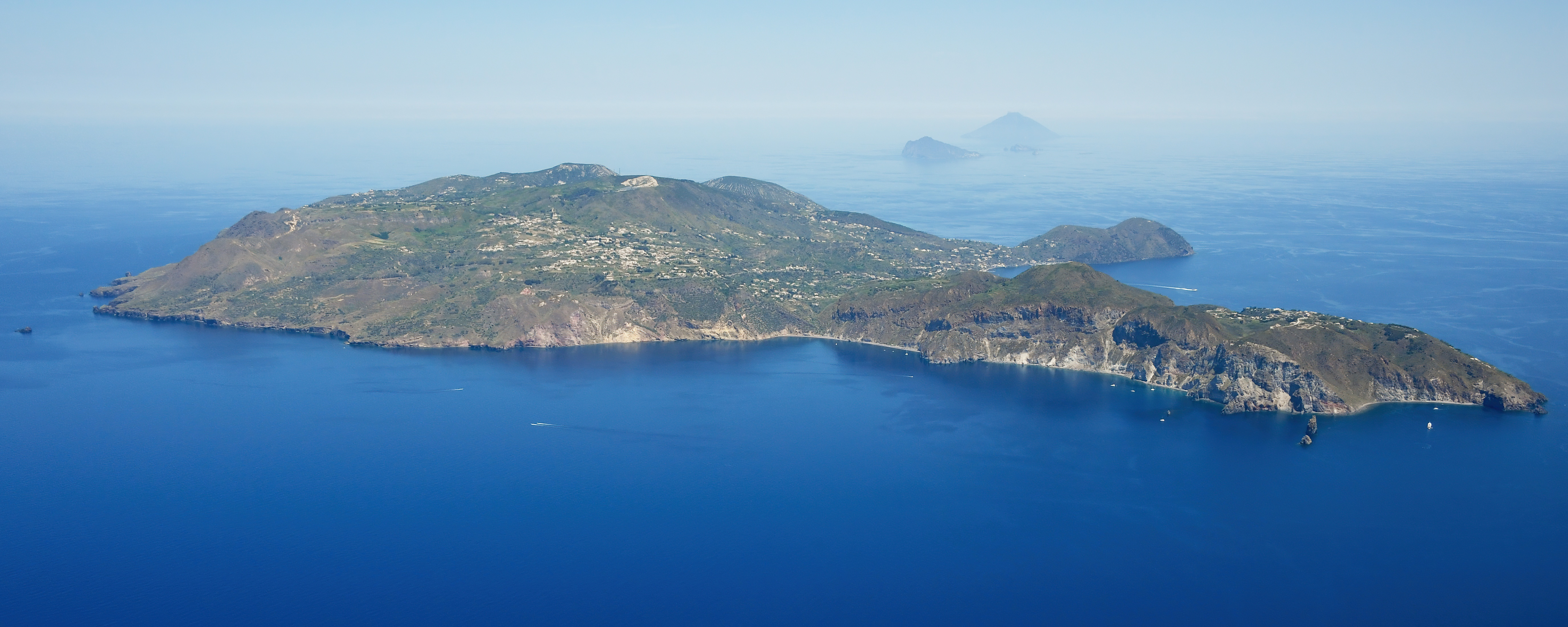
Isla de Lípara

En la mitología griega, Líparo (en griego Λίπαρος, Líparos) era el personaje epónimo de la ciudad de Lípara, ubicada en la isla del mismo nombre.
Dice Diodoro Sículo que las islas llamadas Eolias son siete: Estróngile y Evónimos, luego Dídime, Fenicodes y Encodes, y asimismo Hiera de Hefesto y Lípara, en la que se levanta una ciudad del mismo nombre. Están situadas entre Sicilia e Italia, en línea recta desde el estrecho. Se dice que antiguamente las islas de Eolo estaban deshabitadas, pero que después Líparo, el hijo del rey Ausón, derribado por sus hermanos que se rebelaron contra él pero teniendo a su disposición naves de guerra y soldados, huyó de Italia rumbo a Lípara, que por él recibió este nombre. Allí fundó la ciudad que lleva su nombre y cultivó las otras islas mencionadas. Líparo ya era viejo cuando con algunos compañeros arribó a Lípara Eolo, el hijo de Hipotes, que se casó con Cíane, la hija de Líparo; Eolo hizo que sus hombres y los indígenas compartieran el gobierno y se convirtió en rey de la isla. A Líparo, que sentía nostalgia de Italia, le ayudó a apoderarse de la zona de Sirrento; Líparo reinó allí y, tras granjearse una gran estima, llegó al fin de su vida; se le tributaron unos funerales suntuosos y fue honrado como un héroe por los habitantes del lugar. Este Eolo es el personaje al que, según cuenta el mito, visitó Odiseo en el curso de su peregrinaje.